# Regulamin
Regulamin – zbiór przepisów normujących zasady postępowania lub prac organu państwowego, instytucji, zakładu lub urządzenia wydany przez organ do tego uprawniony.
Regulaminy określają wewnętrzne zasady postępowania i życia organizacji, instytucji lub grup osobowych. Do najbardziej znanych należą regulaminy wojskowe i regulaminy wewnętrzne instytucji państwowych i samorządowych.